# Leigh Raven
Leigh Raven (Menifee, California; 30 de noviembre de 1991) es una actriz pornográfica, directora y modelo erótica estadounidense.

## Biografía
Leigh Raven, nombre artístico de Amanda Woods, nació en la ciudad californiana de Menifee, ubicada en el condado de Riverside, en noviembre de 1991. Estudió en el instituto de Paloma Valley y entró en la Universidad de Chaffey, donde consiguió graduarse en Administración y Dirección de Empresas. Durante su etapa universitaria y posterior trabajó en la directiva administrativa de The Coffee Bean & Tea Leaf y como especialista en Apple.
Antes de su carrera pornográfica, Leigh comenzó a trabajar como modelo erótica en 2011, realizando sesiones para revistas como Inked y Marie Claire, entre otras. Destaca por sus múltiples tatuajes, lo que llamó la atención del portal SuicideGirls, que la llamó para formar parte de su fondo de modelos.
El salto a la industria pornográfica lo dio gracias a la actriz y directora Joanna Angel, CEO de Burning Angel, quien le consiguió sus primeros papeles en películas de su productora. Además, como actriz, ha trabajado para otros estudios como Evil Angel, Wicked Pictures, Sweetheart Video, Kick Ass, Filly Films, Jules Jordan Video, Burning Angel, Kink.com, Devil's Film, Tushy, Elegant Angel, Brazzers o Digital Playground, entre otras.
En 2017 grabó su primera escena de sexo anal para el estudio Tushy en la película Dominate Me, junto a Mick Blue.
En 2017 recibió su primeras nominación en los Premios AVN en la categoría de Mejor escena de sexo lésbico en grupo, junto a Nikki Hearts y Raven Rockette, por Lezzz Be Roommates. Un año más tarde repetiría en los AVN, en esta ocasión con una nominación a Mejor escena de sexo lésbico por Prison Lesbians 5 con Nikki Hearts. También en 2018 tuvo su primera nominación en los Premios XBIZ a la Mejor escena de sexo en realidad virtual por The Smoke Show.
En julio de 2018 fue elegida Pet of the Month de la revista Penthouse. Semanas antes, medios de la industria comunicaron que Leigh Raven había sido agredida sexualmente durante un rodaje acaecido el 6 de marzo de 2018 para la web Black Payback, dirigida por el productor Just Dave. Las actrices Nikki Hearts, expareja de Raven, y Riley Nixon confirmaron su versión, pues la actriz amagó con presentar una denuncia por lo civil hacia el estudio, al ver amenazada su integridad como persona y ser obligada a realizar actos que no estaban en el contrato que firmó.
Ha rodado más de 250 películas como actriz. También ha destacado como directora, rodando más de 40 películas, muchas de ellas para el estudio Filly Films, protagonizadas por ella misma.
Películas suyas son Axel Braun's Inked 3, Creamy Teens, Deep Throat League 5, Evil Squirters 4, Inked Nation, Kayden Loves Girls, Lesbian Anal Virgins, Menage A Tranny, Raw 30, School of Black Cock 3 o Turning Girls Out 2.

## Premios y nominaciones
| Año  | Ceremonia                   | Resultado | Premio                                        | Trabajo                                                   |
| ---- | --------------------------- | --------- | --------------------------------------------- | --------------------------------------------------------- |
| 2017 | Premios AVN                 | Nominada  | Mejor escena de sexo lésbico en grupo         | Lezzz Be Roommates                                        |
| 2017 | Inked Awards                | Nominada  | Mejor escena de sexo en grupo                 | Cindy Queen of Hell                                       |
| 2018 | Premios AVN                 | Nominada  | Mejor escena de sexo lésbico                  | Prison Lesbians 5                                         |
| 2018 | Spank Bank Awards           | Ganadora  | Bondage Artiste of the Year                   | —                                                         |
| 2018 | Spank Bank Awards           | Nominada  | Masturbator of the Year                       | —                                                         |
| 2018 | Spank Bank Awards           | Nominada  | Tattooed Temptress of the Year                | —                                                         |
| 2018 | Premios XBIZ                | Nominada  | Mejor escena de sexo en realidad virtual      | The Smoke Show                                            |
| 2018 | AltPorn Awards              | Ganadora  | Premio fan - Artista femenina del año         | —                                                         |
| 2018 | Inked Awards                | Nominada  | Escena del año                                | Creamy Teens                                              |
| 2018 | Inked Awards                | Nominada  | Mejor escena de sexo en grupo                 | Two Girl Anal Three Way                                   |
| 2018 | Inked Awards                | Nominada  | Premio fan - Mejor coño                       | —                                                         |
| 2019 | Premios AVN                 | Nominada  | Mejor escena escandalosa de sexo              | Leigh Raven Prove Something                               |
| 2019 | Premios AVN                 | Nominada  | Premio fan: Culo más épico                    | —                                                         |
| 2019 | Premios XBIZ                | Nominada  | Mejor actriz de reparto                       | Fallen II: Angels & Demons                                |
| 2019 | Premios XBIZ                | Nominada  | Mejor escena de sexo en película protagonista | Fallen II: Angels & Demons                                |
| 2019 | Spank Bank Awards           | Nominada  | Empress of Nipple Paradise                    | —                                                         |
| 2019 | Spank Bank Awards           | Nominada  | Indestructable Butthole                       | —                                                         |
| 2019 | Spank Bank Awards           | Nominada  | Most Awe Inspiring Gape                       | —                                                         |
| 2019 | Spank Bank Awards           | Ganadora  | Princess of the Piledriver                    | —                                                         |
| 2019 | Spank Bank Awards           | Nominada  | Super Squirter of the Year                    | —                                                         |
| 2019 | Spank Bank Awards           | Nominada  | Tattooed Temptress of the Year                | —                                                         |
| 2019 | Spank Bank Technical Awards | Ganadora  | Trailblazing Penthouse Pet                    | —                                                         |
| 2020 | Premios AVN                 | Nominada  | Mejor escena escandalosa de sexo              | I Love Evil                                               |
| 2020 | Premios XBIZ                | Nominada  | Mejor escena de sexo en película lésbica      | I Love Evil                                               |
| 2021 | Premios XBIZ                | Nominada  | Mejor escena de sexo en realidad virtual      | Crushing Convictions                                      |
| 2024 | Premios AVN                 | Nominada  | Artista de nicho del año                      | —                                                         |
| 2025 | Premios AVN                 | Nominada  | Mejor escena escandalosa de sexo              | Leigh Raven and Derek Kage: Caged, Tormented, and Fucked! |